# Thyreodon fulvescens
Thyreodon fulvescens là một loài tò vò trong họ Ichneumonidae.